# Arizona State Capitol Police
L'Arizona State Capitol Police est l'organisme responsable de l'application de la loi au State Capitol Mall à Phoenix, en Arizona. Sa devise est « Integrity, Honor, Excellence ».

## Service

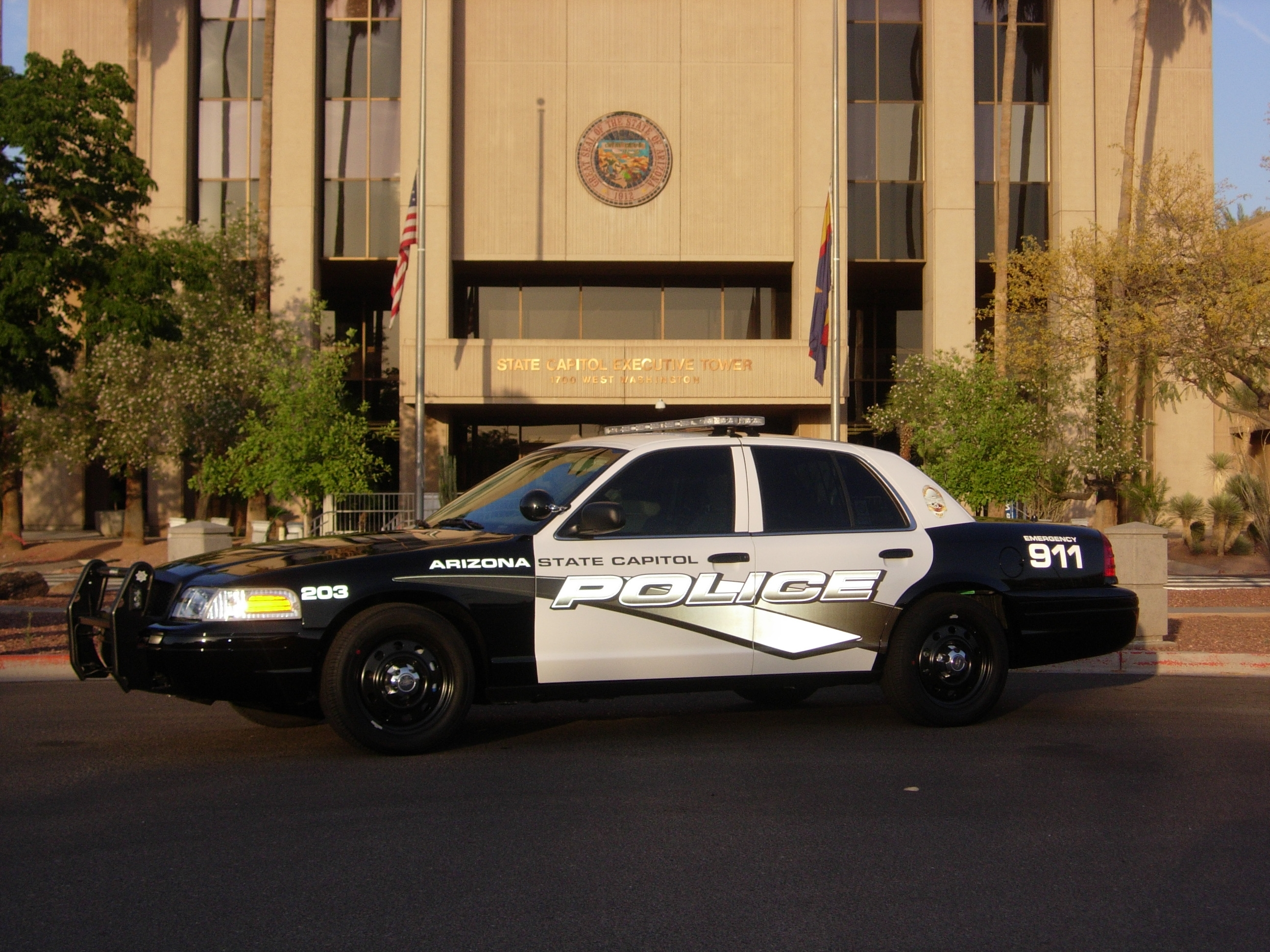
Ford Crown du ASCP

Ce service de police est sous la juridiction du ministère de la Sécurité publique de l'Arizona. 
La voiture de patrouille principale est la Ford Crown Victoria Police Interceptor, peinte en noir et blanc.
L'uniforme et l'armement sont ceux de l'Arizona Department of Public Safety.